# Isidro Romero
Pour les articles homonymes, voir Isidro et Romero.
Isidro Romero, de son nom complet Isidro Perfecto Romero Carbo, né le 22 avril 1942 à Riobamba, est un entrepreneur, dirigeant sportif et député équatorien.

## Biographie
Isidro Romero naît à Riobamba en 1942. Il devient président du Barcelona Sporting Club, club de football basé à Guayaquil, en 1982, et reste président pendant trois termes, de 1982 à 1986, 1990 à 1997 et en 2005-2006,. Pendant sa présidence, le Barcelona SC est vainqueur du championnat d'Équateur de football en 1985, 1987, 1989, 1991, 1995 et 1997, en plus d'être finaliste de la Copa Libertadores en 1990, ce qui marquait la première fois qu'une équipe équatorienne se rendait aussi loin dans le championnat. Pour le remercier de son implication dans l'équipe, l'Estadio Monumental Isidro Romero Carbo, inauguré le 28 mai 1988, est nommé en son honneur.
Il commence la politique dans les années 1990 et est élu député dans la province du Guayas en 1996 sous la bannière du Parti social-chrétien. Il se présente en 2020 pour les élections présidentielles de 2021 sous le parti Avanza (es),. Il justifie sa candidature en disant pouvoir apporter le progrès et le développement.
Outre sa carrière politique et sportive, Romero est aussi homme d'affaires, et a effectué des investissements dans plus de quatorze pays. En Équateur, il réalise plusieurs projets de plans de logements sociaux en collaboration avec le maire de Guayaquil et le gouvernement équatorien. Il co-réalise plusieurs centres commerciaux, comme le Mall del Sol (es), avec le Grupo Nobis (es), le Mall del Sur (es), avec la Corporación Favorita (es), et le CityMall (es), avec Metros Cuadrados et Corporación Favorita. Il est aussi le président du Grupo Romero (es), un conglomérat péruvien. Il achète en 2011 avec un groupe d'entrepreneurs 98,8 % des parts de l'équipe de football Córdoba Club de Fútbol. Il a une maison en Espagne.